# Lee County (North Carolina)
Lee County ist ein County im Bundesstaat North Carolina der Vereinigten Staaten. Der Verwaltungssitz (County Seat) ist Sanford, das nach dem Eisenbahningenieur C. O. Sanford benannt wurde. Das County ist nach General Robert Edward Lee benannt.

## Geographie
Das County liegt östlich des geographischen Zentrums von North Carolina und hat eine Fläche von 672 Quadratkilometern, wovon 5 Quadratkilometer Wasserfläche sind. Es grenzt im Uhrzeigersinn an folgende Countys: Chatham County, Harnett County und Moore County.
Lee County ist in sieben nummerierte Townships aufgeteilt: 1 (Greenwood), 2 (Jonesboro), 3 (Cape Fear), 4 (Deep River), 5 (East Sanford), 6 (West Sanford) und 7 (Pocket).
17 Bauwerke und Stätten des Countys sind insgesamt im National Register of Historic Places eingetragen (Stand 3. März 2018).

## Demografische Daten
Nach der Volkszählung im Jahr 2000 lebten im Lee County 49.040 Menschen in 18.466 Haushalten und 13.369 Familien. Die Bevölkerungsdichte betrug 74 Einwohner pro Quadratkilometer. Ethnisch betrachtet setzte sich die Bevölkerung zusammen aus 70,03 Prozent Weißen, 20,46 Prozent Afroamerikanern, 0,42 Prozent amerikanischen Ureinwohnern, 0,67 Prozent Asiaten, 0,04 Prozent Bewohnern aus dem pazifischen Inselraum und 7,33 Prozent aus anderen ethnischen Gruppen; 1,06 Prozent stammten von zwei oder mehr Ethnien ab. 11,65 Prozent der Bevölkerung waren spanischer oder lateinamerikanischer Abstammung.
Von den 18.466 Haushalten hatten 33,3 Prozent Kinder unter 18 Jahren, die bei ihnen lebten. 54,3 Prozent davon waren verheiratete, zusammenlebende Paare, 13,4 Prozent waren allein erziehende Mütter und 27,6 Prozent waren keine Familien. 23,5 Prozent waren Singlehaushalte und in 8,8 Prozent lebten Menschen mit 65 Jahren oder älter. Die Durchschnittshaushaltsgröße betrug 2,61 und die durchschnittliche Familiengröße war 3,05 Personen.
25,7 Prozent der Bevölkerung waren unter 18 Jahre alt. 9,0 Prozent zwischen 18 und 24 Jahre, 29,7 Prozent zwischen 25 und 44 Jahre, 22,7 Prozent zwischen 45 und 64, und 12,9 Prozent waren 65 Jahre alt oder älter. Das Durchschnittsalter betrug 36 Jahre. Auf alle weibliche Personen kamen 97,5 männliche Personen. Auf alle Frauen im Alter von 18 Jahren oder darüber kamen 95,0 Männer.
Das jährliche Durchschnittseinkommen eines Haushalts betrug 38.900 USD und das jährliche Durchschnittseinkommen einer Familie betrug 45.373 USD. Männer hatten ein durchschnittliches Einkommen von 32.780 USD gegenüber den Frauen mit 23.660 USD. Das Prokopfeinkommen betrug 19.147 USD. 12,8 Prozent der Bevölkerung und 9,8 Prozent der Familien lebten unterhalb der Armutsgrenze. 16,5 Prozent von ihnen sind Kinder und Jugendliche unter 18 Jahre und 12,2 Prozent sind 65 Jahre oder älter.